# Mads Toppel
Mads Toppel, född den 30 januari 1982 i Odense, är en dansk fotbollsspelare från Odense. Han har spelat som målvakt för bland annat Odense BK och Næstved Boldklub.